# Ken Watanabe
For den filippinske skuespiller med samme navn, se Ken Watanabe (II)
Ken Watanabe (japansk: 渡辺 謙, Watanabe Ken, født 21. oktober 1959 i Uonuma ved Niigata i Japan) er en japansk filmskuespiller. Foruden mange japanske film har han også medvirket i hollywoodfilm som Den Sidste Samurai (som han blev nomineret til en Oscar for bedste mandlige birolle for), Geisha og Letters from Iwo Jima. Han er også kendt for sine rolle i instruktøren Christopher Nolan's Hollywood blockbustere Batman Begins og Inception.
Flere af de film som Watanabe har medvirket i krævede sværdkundskaber i kendo og iaijutsu.

## Udvalgt filmografi
- 1984: The Burning Mountain River (Sanga moyu) (TV-serie)
- 1984: MacArthur's Children (瀬戸内少年野球団 Setouchi shōnen yakyū dan)
- 1985: Tampopo (タンポポ)
- 1986: Il Ragazzo dal kimono d'oro
- 1987: Dokugan-ryū Masamune (TV-serie)
- 1991: Bakumatsu junjōden (幕末純情伝)
- 1997: Welcome back, Mr. McDonald – Radio no jikan (ラヂオの時間 Radio no jikan)
- 1998: Kizuna (絆 -きずな-)
- 2000: Ikebukuro West Gate Park (池袋ウエストゲートパーク, TV-serie)
- 2000: Space Travellers (スペーストラベラーズ Supēsu toraberāzu)
- 2001: Genji: A Thousand-Year Love (千年の恋 ～ひかる源氏物語～ Sennen no koi – Hikaru Genji Monogatari)
- 2003: T.R.Y.
- 2003: Den Sidste Samurai (The Last Samurai)
- 2004: Suna no utsuwa (砂の器; TV-serie)
- 2005: Batman Begins
- 2005: Geisha (Memoirs of a Geisha)
- 2006: Letters from Iwo Jima (rollen som general Tadamichi Kuribayashi)
- 2006: Ashita no kioku (明日の記憶)
- 2010: Inception – rollen som Saito
- 2014: Godzilla – Dr. Serizawa